# Dina Orschmann
Dina Sophia Orschmann (* 8. Januar 1998 in Berlin) ist eine deutsche Fußballspielerin und ehemalige Juniorenauswahlspielerin.

## Karriere

### Vereine
Orschmann startete gemeinsam mit ihrer Zwillingsschwester Katja ihre Karriere im Nachwuchs des SFC Stern 1900, bevor sie 2013 zum 1. FC Union Berlin wechselte und durchlief mehrere Berliner Auswahlteams bis zur U-18. Bei Union rückte sie im Oktober 2014 in die Seniorenmannschaft auf. Sie gab ihr Debüt in der 2. Bundesliga am 7. Spieltag gegen den VfL Bochum. Sie lief in 13 Spielen für Union Berlin auf, konnte aber nicht den Abstieg nicht verhindern. Nach dem Abstieg in die Regionalliga Nord-Ost wurde Orschmann Stammspielerin von Union und erzielte 22 Tore in 20 Spielen zum Wiederaufstieg in die 2. Bundesliga Nord. Nachdem sie in der Saison 2016/17 neun Tore für die Berlinerinnen in 20 Spielen in der 2. Bundesliga Nord erzielten konnte, begab sie sich in die Vereinigten Staaten an die University of Central Florida, für deren Sport-Team Knights sie in 34 Meisterschaftsspielen der Big 12 Conference innerhalb der NCAA Division I zum Einsatz kam und neun Tore erzielte. Am 19. Februar 2019 kehrte sie nach Deutschland zurück und unterschrieb einen Halbjahresvertrag mit dem 1. FFC Turbine Potsdam. Knapp zwei Monate später gab sie bei einem 3:0-Sieg über den MSV Duisburg ihr Bundesligadebüt. Am 22. Mai 2019 verlängerte sie ihren Vertrag für die Saison 2019/20 bei Potsdam. Am 13. Juli 2022 wurde sie von den Glasgow Rangers verpflichtet. Ihr Pflichtspieldebüt gab sie am 7. August 2022 (1. Spieltag) beim 14:0-Sieg im Heimspiel gegen den Glasgow Women FC; ihr erstes Tor erzielte sie am 14. August 2022 (2. Spieltag) beim 8:0-Sieg im Auswärtsspiel gegen den Aberdeen LFC. Seit Januar 2023 spielt sie und ihre Zwillingsschwester wieder beim 1. FC Union Berlin. Zum Saisonauftakt am 20. August 2023 erzielte sie beim 6:1-Sieg im Auswärtsspiel gegen Hertha BSC, die vor Saisonbeginn alle Mädchen- und Frauenmannschaften von Hertha 03 Zehlendorf übernommen hatte, sogleich zwei Tore.

### Nationalmannschaft
Orschmann feierte am 17. Februar 2015 ihr Debüt für die U-17-Nationalmannschaft bei einem 4:2-Sieg über England. Es folgte knapp 4 Monate später, am 16. Juni 2015, die Berufung in den U-17-EM-Kader.
Es folgte anschließend mit Zwillingsschwester Katja die Nominierung für die U-20-Fußball-Weltmeisterschaft der Frauen 2016 in Papua-Neuguinea, scheiterte aber mit dem Team im Achtelfinale. Orschmann erzielte mit dem 1:0 gegen Südkorea das Tor des Turniers. 2018 nahm sie in Frankreich bei ihrer zweiten U20-Weltmeisterschaft teil und verlor mit dem Team das Halbfinale 1:3 gegen Japan.

## Erfolge
- Meister der zweiten Bundesliga 2024/25 und Aufstieg in die Bundesliga